# Візано
Візано (італ. Visano) — муніципалітет в Італії, у регіоні Ломбардія, провінція Брешія.
Візано розташоване на відстані близько 420 км на північний захід від Рима, 95 км на схід від Мілана, 25 км на південний схід від Брешії.
Населення — 2028 осіб (2014).

## Демографія
Населення за роками:

Станом на 1 січня 2023 року в муніципалітеті офіційно проживали 184 іноземці з 20 країн, серед них 63 громадяни країн Євросоюзу та 11 громадян України.

## Сусідні муніципалітети
- Аккуафредда
- Кальвізано
- Ізорелла
- Ремеделло